# Euphorbia razafindratsirae
Euphorbia razafindratsirae es una especie de fanerógama perteneciente a la familia de las euforbiáceas. Es nativa de Madagascar.

## Hábitat
Su hábitat natural son los bosques secos tropicales o subtropicales. Está amenazada por la pérdida de hábitat.

## Descripción
Se trata de una planta suculenta con tallo espinoso y con la inflorescencia en ciatio.

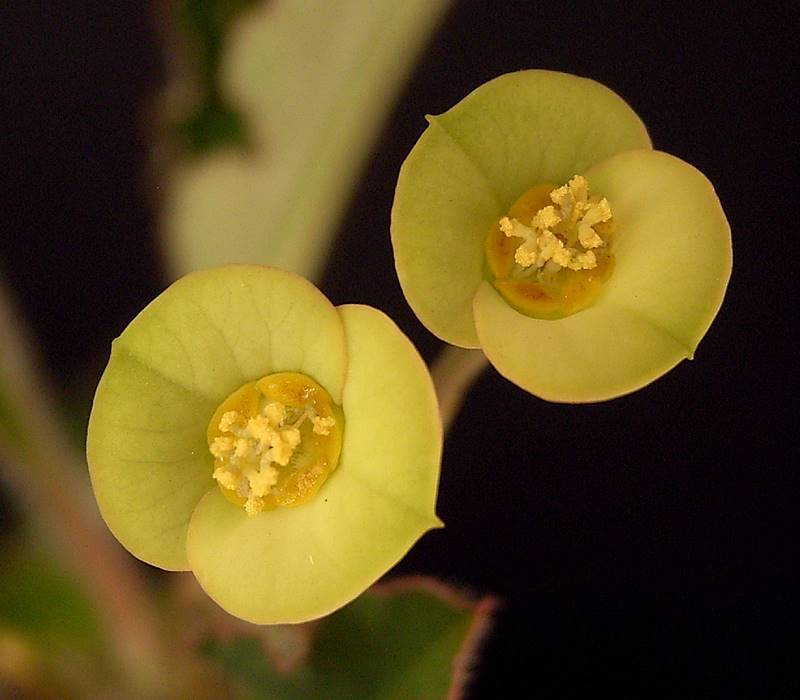
Detalle del ciato

## Taxonomía
Euphorbia razafindratsirae fue descrita por Lavranos y publicado en Succulentes 2002(3): 7. 2002.
Etimología
Euphorbia: nombre genérico que deriva del médico griego del rey Juba II de Mauritania (52 a 50 a. C. - 23), Euphorbus, en su honor – o en alusión a su gran vientre –  ya que usaba médicamente Euphorbia resinifera. En 1753 Carlos Linneo asignó el nombre a todo el género.
razafindratsirae: epíteto